# ハイ・ブライト
『ハイ・ブライト』は宝塚歌劇団の作品。

## 月組 宝塚大劇場公演
形式名は「グランド・ショー」。
20場。
公演日は1968年1月1日から1月30日まで。
併演は『舞三代』。

### スタッフ
- 作・演出：横澤秀雄
- 作曲・編曲：高井良純、中元清純、吉崎憲治、小坂務
- 音楽指揮：溝口尭
- 振付：岡正躬、佐々木和夫、山田卓、トム・モリナロ、大滝愛子
- 装置：石浜日出雄
- 衣装：静間潮太郎
- 照明：今井直次、山本重信
- 小道具：上田特市
- 効果：村上茂
- 録音：松永浩志
- 演出補：阿古健、大関弘政
- 製作：野田浜之助

### 主な出演
- サニーガール、彼女：八汐路まり
- 若者、彼：古城都
- 娘：千草美景
- 歌うプリンセス：笹潤子
- 踊る青年：千波淳
- リボンちゃん：雛とも子
- メガネ君：水はやみ
- 光の花：大海竜子
- コンダクター：清はるみ